# Comenge
|  | Per a altres significats, vegeu «Comtat de Comenge». |

Comenge (en occità gascó, Comenge) és una regió històrica d'Occitània, situada entre el País de Foix i Bigorra, a la regió d'Occitània. No gaudeix d'estatus d'oficialitat, i correspon, a grans trets, a la part sud del departament de l'Alta Garona, la part més occidental del d'Arieja i la més oriental del dels Alts Pirineus. Fou una regió d'una gran importància històrica, car fou el centre d'un comtat i d'un bisbat. La ciutat principal n'és Sant Gaudenç, mentre que la capital històrica n'és Sant Bertran de Comenge.
El gentilici n'és comenger. El lloc gal·loromà de Lugdunum Convenarum, a Sant Bertran de Comenge, fou la capital dels convenes (en llatí, convenae).

## Comarques del Comenge
Aquesta antiga contrada de la Gascunya —avui dia repartida entre els departaments de l'Alta Garona, l'Arieja i els Alts Pirineus— es divideix en:
- Comenge gascó o Alt Comenge, al sud: és la part de l'alt Pirineu; la població més important viu a Banhèras de Luishon, Sent Gaudenç i a altres viles importants, com són Barbasan, Sent Biat;
- Comenge llenguadocià, també anomenat Baix Comenge i Petit Comenge, al nord-est, entre el Comenge gascó, la regió d'Armanyac i l'Alt Llenguadoc. Les viles més importants en són Sent Gaudenç, Sent Martòri, Montespan, Aurinhac i l'Illa de Haut.

El Comenge es divideix en petits segments en l'eix de l'alta vall de la Garona i el seu afluent, la Pique, que són les valls de Larbost, la de Luishon, Ballonga, Guelh, Bavartés, Lairinas, Frontinhas… El terme de Nebosan s'aplica més específicament a la regió de Sent Gaudenç.
Segons la proposta de divisió territorial d'Occitània del diari Jornalet, basada en l'obra de Frederic Zégierman Le Guide des pays de France, el Comenge seria una subregió ubicada dins la regió de la Gascunya, que contindria 8 parçans (comarques occitanes):
- Comenge Baix
- Coserans
- Frontinhès i Bavartès
- Luishonès
- Nebosan
- País d'Aspèth i Salias
- Vall d'Aura
- Varossa